# Diamonds World Tour
De Diamonds World Tour is een concerttournee van zangeres Rihanna, ter promotie van haar zevende studioalbum Unapologetic (2012). De tournee ging van start op 8 maart 2013 in Buffalo en eindigde hetzelfde jaar op 15 november 2013 in New Orleans. Rihanna gaf shows in Amerika, Europa, Azië, Oceanië en Afrika. 
Van 1 januari tot 30 juni 2013 bracht de Diamonds World Tour 50,1 miljoen dollar op, toen er op dat moment 54 concerten waren gegeven, waarmee het op nummer 11 belandde in de lijst van de eindjaarlijst van Pollstar van de bestverkochte tournees van 2013. Rihanna brak veel records met haar tournee. Ze was o.a. de jongste artieste die het nationale stadion van Frankrijk wist uit te verkopen. Ook in Zuid-Afrika schreef ze historie : ze werd de jongste artieste die een uitverkochte shows speelde in het FNB Stadium in Johannesburg 

## Achtergrond

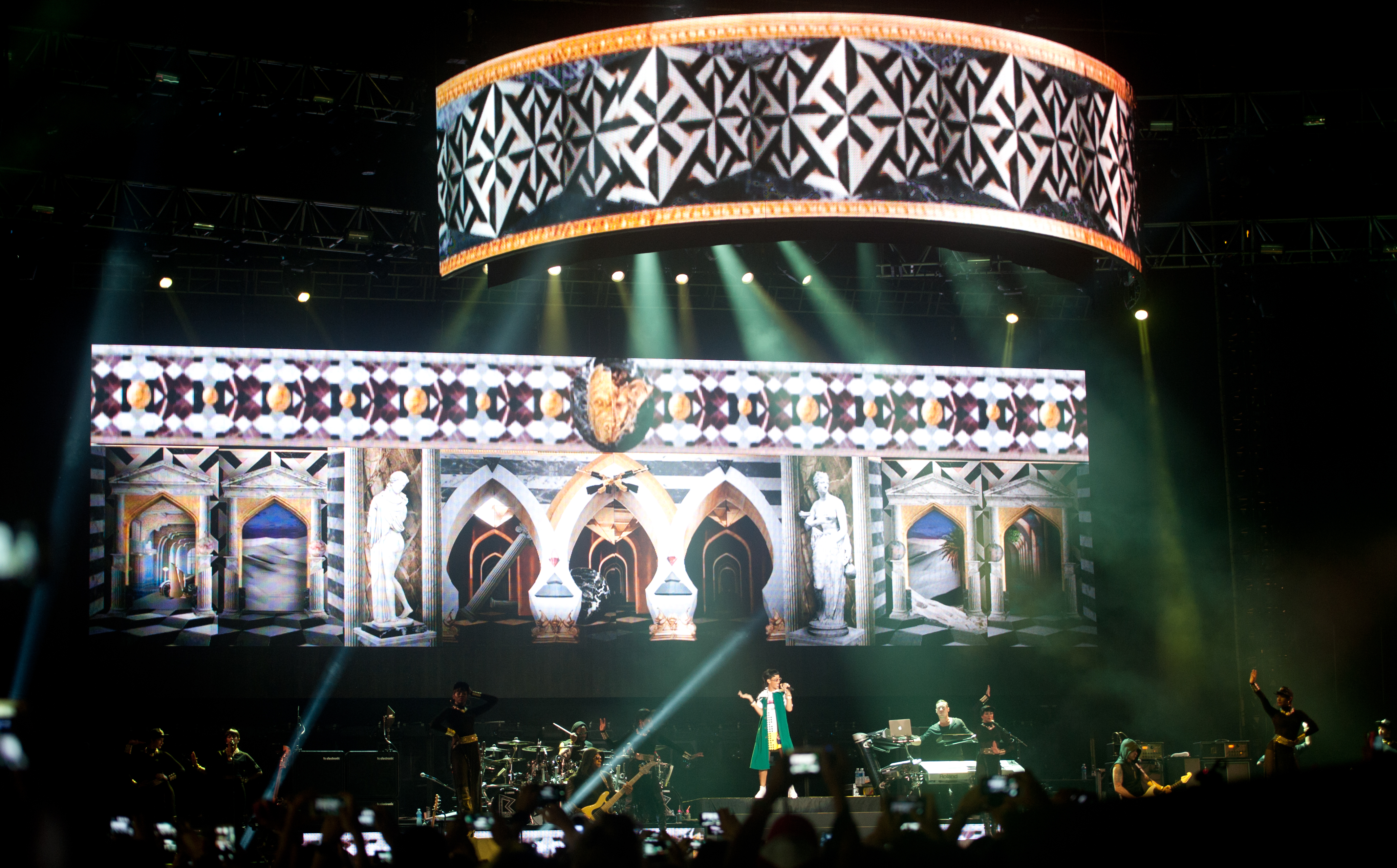
Het podium tijdens de show in Singapore op 22 september 2013.

Op 7 september 2012, tijdens de MTV Video Music Awards, maakte ze bekend dat zij opnieuw op tournee zou gaan in 2013 met haar Diamonds World Tour, ter promotie van haar zevende studioalbum Unapologetic. Eerst maakte de zangeres de tour dates bekend voor Noord-Amerika, twee maanden later ook die voor Europa. Pas in maart 2013 werden er ook data bekend gemaakt voor Oceanië. In maart 2013 postte de zangeres een eerste filmpje waarbij haar dansers repeteren voor de tournee. Ook maakte ze een filmpje hoe haar team bezig is met haar outfits samen te stellen voor Rihanna, de dansers en achtergrondzangers. In een derde filmpje staat Rihanna haar podium in de spotlight. Haar podium, waarvoor Cody Osborne verantwoordelijk is, wordt de meest indrukwekkende en opvallende van alle tournees van Rihanna. Een team van 58 mensen hielp mee aan de constructie van het podium. Op 4 maart kwam er nog een video op Rihanna's YouTube kanaal waar ze het nummer Pour it Up aan het oefenen is, samen met haar dansers en choreograaf. Een dag voor de startshow postte Rihanna nog een laatste video, waar Rihanna een laatste keer oefent voor ze naar Buffalo trokken, om de eerste show te geven.

## Nummers

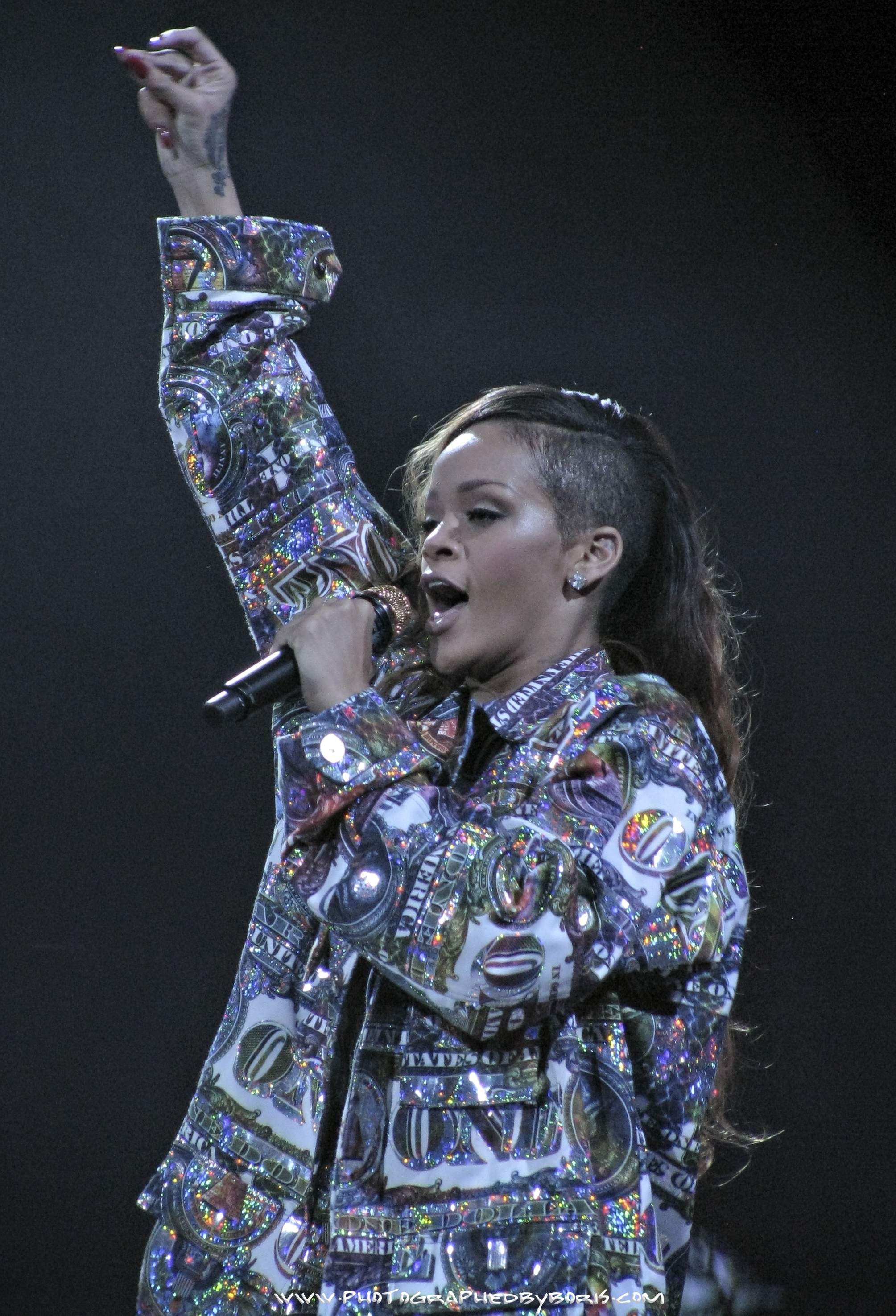
Rihanna in maart in Toronto

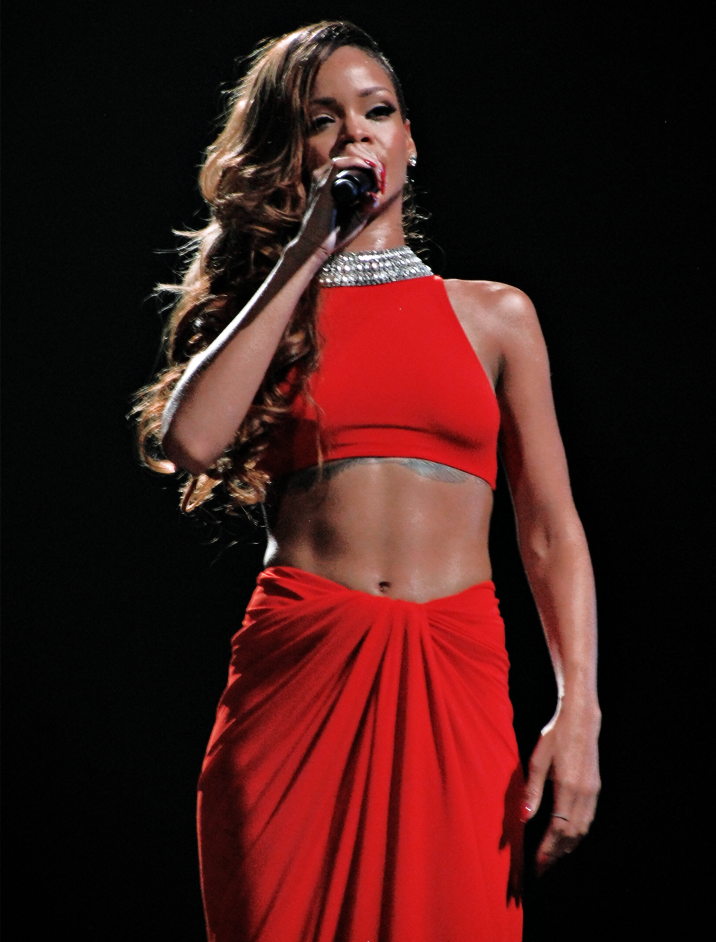
Rihanna tijdens de vierde act

Tijdens de tournee werden de volgende nummers gezongen: (niet representatief voor alle shows)
1. "Mother Mary"
2. "Phresh Out the Runway"
3. "Birthday Cake"
4. "Talk That Talk"
5. "Pour It Up"
6. "Cockiness (Love It)"
7. "Numb"
8. "You da One"
9. "Man Down
10. "No Love Allowed"
11. "Rude Boy"
12. "What's My Name?"
13. "Jump"
14. "Umbrella"
15. "All of the Lights"
16. "Rockstar 101"
17. "What Now"
18. "Loveeeeeee Song"
19. "Love The Way You Lie (Part II)"/ "Take a Bow"/ "Cold Case Love"
20. "Hate That I Love You"
21. "We Found Love"
22. "S&M"/"Only Girl (In the World)"/ "Don't Stop the Music"
23. "Where Have You Been"

Encore
1. "Stay"
2. "Diamonds"

Opmerkingen : 
- Verschillende shows werden geopend met het nummer Phresh Out The Runway.
- You Da One werd gezongen vanaf de vierde show
- Het nummer Red Lipstick werd tijdens twee shows gezongen na We Found Love.

## Voorprogramma's
- Illy Da King (Noord-Amerika)[4]
- ASAP Rocky (Noord-Amerika)[5]
- David Guetta (Europa)[6]
- Haim (Europa)[7]
- WE ARE GTA (Europa)[7]

## Tourneeschema
| Datum             | Stad              | Land                         | Theater                            |               |
| Noord-Amerika     | Noord-Amerika     | Noord-Amerika                | Noord-Amerika                      | Noord-Amerika |
| ----------------- | ----------------- | ---------------------------- | ---------------------------------- | ------------- |
| 8 maart 2013      | Buffalo           | Verenigde Staten             | First Niagara Center               |               |
| 14 maart 2013     | Philadelphia      | Verenigde Staten             | Wells Fargo Center                 |               |
| 15 maart 2013     | Hartford          | Verenigde Staten             | XL Center                          |               |
| 17 maart 2013     | Montreal          | Canada                       | Bell Centre                        |               |
| 18 maart 2013     | Toronto           | Canada                       | Air Canada Centre                  |               |
| 19 maart 2013     | Toronto           | Canada                       | Air Canada Centre                  |               |
| 21 maart 2013     | Detroit           | Verenigde Staten             | Joe Louis Arena                    |               |
| 22 maart 2013     | Chicago           | Verenigde Staten             | United Center                      |               |
| 24 maart 2013     | St. Paul          | Verenigde Staten             | Xcel Energy Center                 |               |
| 25 maart 2013     | Winnipeg          | Canada                       | MTS Centre                         |               |
| 27 maart 2013     | Edmonton          | Canada                       | Rexall Place                       |               |
| 30 maart 2013     | Calgary           | Canada                       | Scotiabank Saddledome              |               |
| 1 april 2013      | Vancouver         | Canada                       | Rogers Arena                       |               |
| 3 april 2013      | Seattle           | Verenigde Staten             | KeyArena                           |               |
| 6 april 2013      | San Jose          | Verenigde Staten             | HP Pavilion                        |               |
| 8 april 2013      | Los Angeles       | Verenigde Staten             | Staples Center                     |               |
| 9 april 2013      | Anaheim           | Verenigde Staten             | Honda Center                       |               |
| 11 april 2013     | San Diego         | Verenigde Staten             | Valley View Casino Center          |               |
| 12 april 2013     | Las Vegas         | Verenigde Staten             | Mandalay Bay                       |               |
| 19 april 2013     | Tampa             | Verenigde Staten             | Tampa Bay Times Forum              |               |
| 20 april 2013     | Fort Lauderdale   | Verenigde Staten             | BankAtlantic Center                |               |
| 22 april 2013     | Atlanta           | Verenigde Staten             | Philips Arena                      |               |
| 24 april 2013     | Baltimore         | Verenigde Staten             | 1st Mariner Arena                  |               |
| 26 april 2013     | Atlantic City     | Verenigde Staten             | Revel Resort                       |               |
| 28 april 2013     | Newark            | Verenigde Staten             | Prudential Center                  |               |
| 29 april 2013     | Washington, D.C.  | Verenigde Staten             | Verizon Center                     |               |
| 1 mei 2013        | Montreal          | Canada                       | Bell Centre                        |               |
| 2 mei 2013        | Ottawa            | Canada                       | Scotiabank Place                   |               |
| 5 mei 2013        | New York          | Verenigde Staten             | Barclays Center                    |               |
| 6 mei 2013        | Boston            | Verenigde Staten             | TD Garden                          |               |
| 7 mei 2013        | New York          | Verenigde Staten             | Barclays Center                    |               |
| Afrika            |                   |                              |                                    |               |
| 24 mei 2013       | Rabat             | Marokko                      | OLM Souissi                        |               |
| Europa            |                   |                              |                                    |               |
| 26 mei 2013       | Bilbao            | Spanje                       | Bilbao Exhibition Centre           |               |
| 28 mei 2013       | Lisbon            | Portugal                     | Pavilhao Atlantico                 |               |
| 30 mei 2013       | Istanbul          | Turkije                      | İnönü Stadium                      |               |
| 1 juni 2013       | Barcelona         | Spanje                       | Palau Sant Jordi                   |               |
| 2 juni 2013       | Montpellier       | Frankrijk                    | Montpellier Arena                  |               |
| 3 juni 2013       | Lyon              | Frankrijk                    | Halle Tony Garnier                 |               |
| 5 juni 2013       | Antwerpen         | België                       | Sportpaleis                        |               |
| 6 juni 2013       | Antwerpen         | België                       | Sportpaleis                        |               |
| 8 juni 2013       | Parijs            | Frankrijk                    | Stade de France                    |               |
| 10 juni 2013      | Cardiff           | Wales                        | Millennium Stadium                 |               |
| 12 juni 2013      | Manchester        | Engeland                     | Manchester Arena                   |               |
| 13 juni 2013      | Manchester        | Engeland                     | Manchester Arena                   |               |
| 15 juni 2013      | Londen            | Engeland                     | Twickenham Stadium                 |               |
| 16 juni 2013      | Londen            | Engeland                     | Twickenham Stadium                 |               |
| 17 juni 2013      | Birmingham        | Engeland                     | LG Arena                           |               |
| 20 juni 2013      | Sunderland        | Engeland                     | Stadium of Light                   |               |
| 21 juni 2013      | Dublin            | Ierland                      | Aviva Stadium                      |               |
| 23 juni 2013      | Amsterdam         | Nederland                    | Ziggo Dome                         |               |
| 24 juni 2013      | Amsterdam         | Nederland                    | Ziggo Dome                         |               |
| 26 juni 2013      | Keulen            | Duitsland                    | Lanxess Arena                      |               |
| 27 juni 2013      | Keulen            | Duitsland                    | Lanxess Arena                      |               |
| 29 juni 2013      | Zurich            | Zwitserland                  | Hallenstadion                      |               |
| 30 juni 2013      | Zurich            | Zwitserland                  | Hallenstadion                      |               |
| 2 juli 2013       | Berlijn           | Duitsland                    | O2 World Berlin                    |               |
| 3 juli 2013       | Hannover          | Duitsland                    | TUI Arena                          |               |
| 5 juli 2013       | Roskilde          | Denemarken                   | Roskilde Festival                  |               |
| 7 juli 2013       | Gdynia            | Polen                        | Babie Doły Airport                 |               |
| 9 juli 2013       | Vienna            | Oostenrijk                   | Stadthalle                         |               |
| 10 juli 2013      | Monte Carlo       | Monaco                       | Monte Carlo Sporting Club & Casino |               |
| 11 juli 2013      | Monte Carlo       | Monaco                       | Monte Carlo Sporting Club & Casino |               |
| 13 juli 2013      | Perth and Kinross | Schotland                    | Balado                             |               |
| 15 juli 2013      | Manchester        | Engeland                     | Manchester Arena                   |               |
| 16 juli 2013      | Manchester        | Engeland                     | Manchester Arena                   |               |
| 18 juli 2013      | Birmingham        | Engeland                     | LG Arena                           |               |
| 20 juli 2013      | Villeneuve d'Ascq | Frankrijk                    | Grand Stade Lille Métropole        |               |
| 22 juli 2013      | Stockholm         | Zweden                       | Ericsson Globe                     |               |
| 25 juli 2013      | Oslo              | Noorwegen                    | Telenor Arena                      |               |
| 26 juli 2013      | Bergen            | Noorwegen                    | Bergenhus Castle & Fortress        |               |
| 28 juli 2013      | Helsinki          | Finland                      | Hartwall Arena                     |               |
| Azië              |                   |                              |                                    |               |
| 13 september 2013 | Cotai             | Macau                        | CotaiArena                         |               |
| 14 september 2013 | Cotai             | Macau                        | CotaiArena                         |               |
| 19 september 2013 | Manila            | Filipijnen                   | Mall of Asia Arena                 |               |
| 22 september 2012 | Marina Bay        | Singapore                    | Marina Bay Street Circuit          |               |
| Oceanië           |                   |                              |                                    |               |
| 24 september 2013 | Perth             | Australië                    | Perth Arena                        |               |
| 26 september 2013 | Adelaide          | Australië                    | Adelaide Entertainment Centre      |               |
| 28 september 2013 | Brisbane          | Australië                    | Brisbane Entertainment Centre      |               |
| 30 september 2013 | Melbourne         | Australië                    | Rod Laver Arena                    |               |
| 1 oktober 2013    | Melbourne         | Australië                    | Rod Laver Arena                    |               |
| 3 oktober 2013    | Sydney            | Australië                    | Allphones Arena                    |               |
| 4 oktober 2013    | Sydney            | Australië                    | Allphones Arena                    |               |
| 6 oktober 2013    | Auckland          | Nieuw-Zeeland                | Vector Arena                       |               |
| 7 oktober 2013    | Auckland          | Nieuw-Zeeland                | Vector Arena                       |               |
| 8 oktober 2013    | Auckland          | Nieuw-Zeeland                | Vector Arena                       |               |
| Afrika            |                   |                              |                                    |               |
| 13 oktober 2013   | Johannesburg      | Zuid-Afrika                  | FNB Stadium                        |               |
| 16 oktober 2013   | Kaapstad          | Zuid-Afrika                  | Groenpunt Stadion                  |               |
| Azië              |                   |                              |                                    |               |
| 19 oktober 2013   | Abu Dhabi         | Verenigde Arabische Emiraten | Du Arena                           |               |
| 22 oktober 2013   | Tel Aviv          | Israël                       | Yarkon Park                        |               |
| Noord-Amerika     |                   |                              |                                    |               |
| 29 oktober 2013   | San Juan          | Puerto Rico                  | Hiram Bithorn Stadium              |               |
| 2 november 2012   | Bridgetown        | Barbados                     | Kensington Oval                    |               |
| 9 november 2013   | Denver            | Verenigde Staten             | Pepsi Center                       |               |
| 11 november 2013  | Dallas            | Verenigde Staten             | American Airlines Center           |               |
| 12 november 2013  | Oklahoma City     | Verenigde Staten             | Chesapeake Energy Arena            |               |
| 14 november 2013  | Houston           | Verenigde Staten             | Toyota Center                      |               |
| 15 november 2013  | New Orleans       | Verenigde Staten             | New Orleans Arena                  |               |

## Opbrengst van de tournee
| Theater                    | Stad             | Verkochte tickets      | Opbrengst   |
| -------------------------- | ---------------- | ---------------------- | ----------- |
| First Niagara Center       | Buffalo          | 15,614 / 15,614 (100%) | $1,117,147  |
| Wells Fargo Center         | Philadelphia     | 15,095 / 15,095 (100%) | $1,080,298  |
| XL Center                  | Hartford         | 10,985 / 10,985 (100%) | $842,941    |
| Bell Centre                | Montreal         | 16,054 / 16,054 (100%) | $1,278,497  |
| Air Canada Centre          | Toronto          | 32,038 / 32,038 (100%) | $2,498,532  |
| Joe Louis Arena            | Detroit          | 15,349 / 15,349 (100%) | $937,674    |
| United Center              | Chicago          | 15,902 / 15,902 (100%) | $1,234,380  |
| Xcel Energy Center         | Saint Paul       | 10,929 / 10,929 (100%) | $780,143    |
| MTS Centre                 | Winnipeg         | 10,649 / 10,649 (100%) | $880,893    |
| Rexall Place               | Edmonton         | 13,133 / 13,133 (100%) | $1,008,532  |
| Scotiabank Saddledome      | Calgary          | 13,495 / 13,495 (100%) | $1,012,286  |
| Rogers Arena               | Vancouver        | 14,879 / 14,879 (100%) | $1,153,688  |
| KeyArena                   | Seattle          | 10,906 / 10,906 (100%) | $782,027    |
| HP Pavilion                | San Jose         | 14,027 / 14,027 (100%) | $1,047,778  |
| Staples Center             | Los Angeles      | 14,882 / 14,882 (100%) | $1,297,755  |
| Honda Center               | Anaheim          | 11,050 / 11,050 (100%) | $950,442    |
| Valley View Casino Center  | San Diego        | 11,831 / 11,831 (100%) | $899,782    |
| Mandalay Bay Events Center | Las Vegas        | 8,861 / 8,861 (100%)   | $1,047,675  |
| Tampa Bay Times Forum      | Tampa            | 11,705 / 11,705 (100%) | $901,024    |
| BankAtlantic Center        | Sunrise          | 13,959 / 13,959 (100%) | $1,042,363  |
| Philips Arena              | Atlanta          | 13,233 / 13,233 (100%) | $924,581    |
| 1st Mariner Arena          | Baltimore        | 11,002 / 11,002 (100%) | $788,340    |
| Ovation Hall               | Atlantic City    | 4391 / 4391 (100%)     | $515,641    |
| Prudential Center          | Newark           | 13,999 / 13,999 (100%) | $1,215,879  |
| Verizon Center             | Washington, D.C. | 14,339 / 14,339 (100%) | $1,185,020  |
| Bell Centre                | Montreal         | 14,028 / 14,028 (100%) | $1,190,028  |
| Scotiabank Place           | Ottawa           | 11,990 / 11,990 (100%) | $852,724    |
| Barclays Center            | New York         | 29,072 / 29,072 (100%) | $2,465,993  |
| TD Garden                  | Boston           | 14,083 / 14,083 (100%) | $1,061,548  |
| TOTAAL                     | TOTAAL           | 408,020 / 408,020      | $31,993,612 |